# Corazón Esmeralda
Corazón Esmeralda est une telenovela vénézuélienne diffusé en 2014 sur Venevisión, créé par Vivel Nouel et adapté par Zarett Romero.

## Acteurs et personnages
Confirmé le 26 avril 2013,
- Irene Esser : Beatriz Elena Beltrán Jimenez/ Beatriz Elenea Salvatierra Lozano
- Luis Gerónimo Abreu : Juan Andrés Montalvo Cordero
- Jorge Reyes : Marcelo Engana
- Mimi Lazo : Federica Pérez
- Flavia Gleske : Fernanda Salvatierra Pérez
- Dora Mazzone : Hortensia Palacios
- María Antonieta Duque : Blanca Aurora López
- Jean Carlo Simancas : César Augusto Salvatierra
- Cristóbal Lander : Luis David León
- Juliet Lima : Vanessa Villamizar
- Paula Woyzechowsky : Elia Magdalena Salvatierra Palacios
- Myriam Abreu : Lorena Martínez
- Josué Villae : Bruno Álvarez
- Beatriz Vázquez : Luisa Amelia Blanco 'Lucha"
- Alejandro Mata : Silvestre Montalvo
- Flor Elena González : Isabel Cordero de Montalvo
- Rhandy Piñango : Jaime Batista
- Carmen Alicia Lara : Liliana Margarita Blanco
- José Ramón Barreto : Miguel Blanco
- Julio Pereira : Ramón José "Barrilito" Blanco
- Sheryl Rubio : Rocío del Alba Salvatierra López
- Sindy Lazo : Melinda Guaramato
- Daniel Martinez Campos : Napoleón Antonio Salvatierra López
- Mariangel Ruiz : Maria Victoria Jimenez/Marina Lozano
- Adolfo Cubas : Rodrigo Beltran

## Diffusion internationale
- Venevisión (2014)
- TC Televisión

### Sources
- (es) Cet article est partiellement ou en totalité issu de l’article de Wikipédia en espagnol intitulé « Corazón esmeralda » (voir la liste des auteurs).